# Pont Max
Le Maxbrücke est un pont en arc enjambant la rivière Pegnitz dans la vieille ville de Nuremberg. Le pont comporte trois arches et est considéré comme le plus ancien pont de pierre de la ville . Il relie la Unschlittplatz dans la vieille ville de Lorenz au sud de la Pegnitz avec la Nägeleinsplatz au nord de la vieille ville de Sebald. Le bâtiment est situé entre l'île du marché aux puces à l'est et la passerelle Kettensteg à l'ouest. 

## Histoire
Le pont Max a été construit par le maître d'œuvre de Rothenburg Jakob Grimm, et il a été achevé en 1457. À cette époque, il s'appelait le « pont de Pierre ». Plus tard, afin de pouvoir défendre la ville contre les attaques venant du fleuve, deux emplacements à canon ont été ajoutés. En l'honneur du roi bavarois Maximilien Joseph, le pont a été renommé Maxbrücke en 1810. La place près du côté nord du pont a reçu son nom actuel Maxplatz pour la même raison. 
Le Maxbrücke a été endommagé par un incendie dans le château d'eau en bois du Nägeleinsmühle sur la rive nord du Pegnitz, de sorte qu'il a été réparé et redessiné selon les plans de Bernhard Solger. En 1852, il fut de nouveau ouvert au trafic.

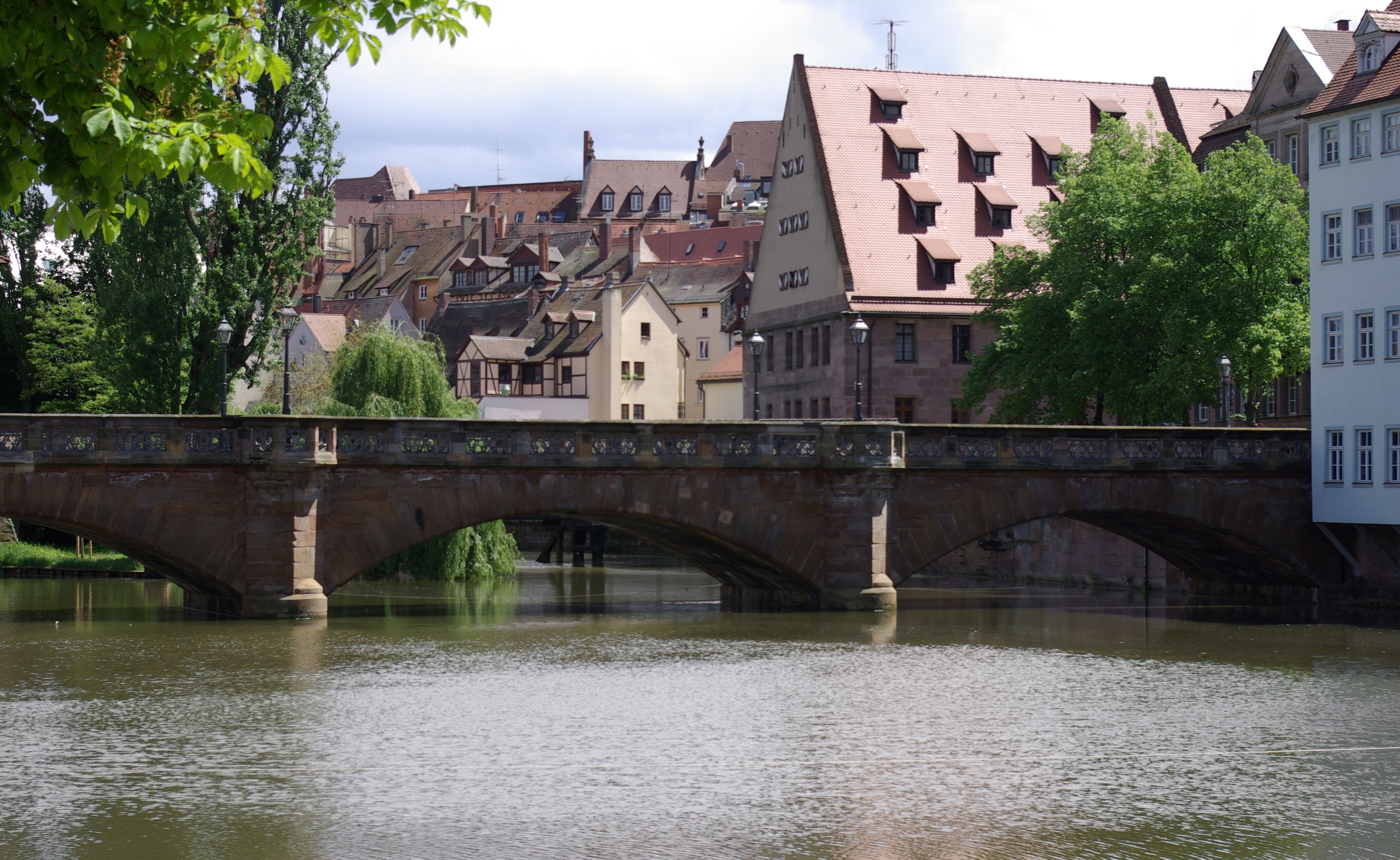
Vue de Kettensteg à Maxbrücke, 2010.
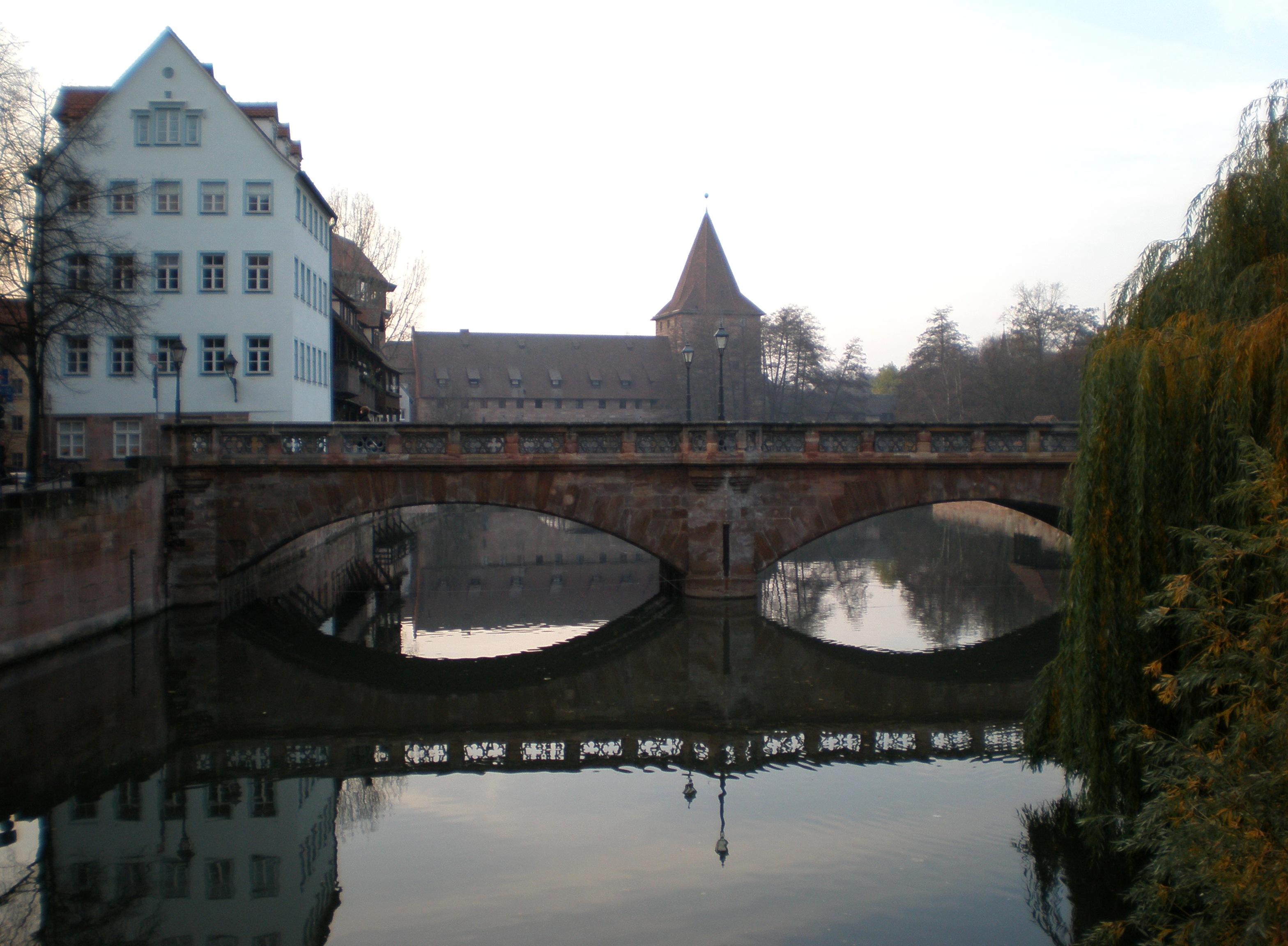
Vue du Henkersteg au Maxbrücke, 2008.